# Hard house
El hard house es un subgénero de música house, surgido a mediados de los 90, simultáneamente en Estados Unidos y el Reino Unido, que se caracteriza por llevar un ritmo duro y acelerado comparado con el house convencional. Tiene un bombo con fuerte pegada y secuencias de riffs con sonidos simples, con un desarrollo minimalista y repetitivo.
En sus inicios se podía entender como un subestilo del house especialmente duro y minimalista, aunque su evolución le hizo ir incorporando elementos de otros estilos.

## Características
Como la mayoría de los estilos de música electrónica, su estructura básica es una introducción, una pausa y un clímax o punto máximo en que se mezclan la mayoría de las secuencias puestas en escena anteriormente.
Tiene una velocidad entre 140 y 165 BPM aproximadamente; no suele llevar melodías sino un conjunto de sonidos repetitivos; y en caso de que las lleve suelen ser simples y repetitivas. También son importantes las subidas rítmicas, como en el Trance o en el Acid.
Aunque su evolución le hizo ir incorporando elementos más cercanos a la música Trance o Techno en la escuela inglesa y a la música Hardcore en la escuela estadounidense.

## Orígenes
Hacia mediados de los 90 se empezaron a producir un tipo de temas de música House con un ritmo un poco más duro y acelerado de lo normal, principalmente en la ciudad de Chicago. Estos temas tenían influencias del Ghetto House y de artistas como DJ Funk, DJ Hyperactive o DJ Deeon. Era normal encontrar un alto contenido sexual en sus letras y también incorporaba elementos latinos y de música rap. Al poco tiempo este estilo fue denominado Hard House o US Hard House, fuera de EE. UU.
DJs míticos de la escena house de Chicago acogieron este nuevo estilo y lo hicieron popular, artistas como Bad Boy Bill o Bobby D fueron una fuerte influencia para gente que empezaría justo entonces con el hard house por bandera. Gente como DJ Trajic, Mike Flores, DJ Venom o Kevin Halstead y Alex Peace (Dance Works) fueron algunas de las primeras estrellas del movimiento hard house, hacia 1996.
Entre muchas discográficas, cabe destacar una por encima de todas: Underground Construction, más conocida como UC, capitaneada por Dj Attack. Se encargó de dar salida a cientos de producciones de muchos productores ansiosos por seguir expandiendo el sonido Hard House, primero siguiendo la estela marcada por el Ghetto House de Chicago y poco a poco integrando nuevas tendencias como las que llegaron de L.A., haciéndolo un estilo más duro. La influencia de este sello fue tal, que en muchos lugares al género se le  denominó como "Underground".

## Evolución
El Hard House rápidamente se expandió a uno de los focos de la música House en USA, Los Ángeles; donde tuvo una gran acogida sobre todo entre el público latino. Es a partir de 1997 cuando se empiezan a crear un gran número de sellos para dar salida a multitud de temas, de lo que pronto se llamaría LA Hard House por ser una versión más dura del Hard House que llegaba de Chicago y que pronto también influiría al sonido de allí, separándolo del concepto original.
Temas con un ritmo realmente duro y potente, con un bombo largo y abierto, acompañado de sonidos ácidos, estridentes, y letras muy explícitas.
Algunos de los sellos que provocaron el cambio fueron Greedy Records o Groove Nation con artistas de la talla de Dj Work!, Michael Trance, AM/FM Alexander o los archiconocidos Mark V & Poogie Bear. En Chicago fueron adaptando estas tendencias desde sellos como Jasper Stone Trax o la nombrada UC, editando temas de productores angelinos o dando salidas a artistas de nueva hornada como Angel Alanis, Dj Bam Bam o Dj Rip.
Es a partir de 1998 cuando el Hard House estalla y empieza a expandirse a Europa, arrastrado en parte por la moda del Hardcore Newstyle y el Jumper encabezada por gente como Da Tekno Warriors o Dj Isaac. En países como Holanda, Bélgica y España se empieza a escuchar US Hard House, sobre todo los temas más duros.
Con estas influencias y siguiendo la escalada de dureza, en L.A.  fueron surgiendo una serie de productores que apostaron por sonidos más salvajes aún, temas con más potencia y distorsión en los bombos, con sonidos más agresivos en las rayadas centrales y velocidades más elevadas. Es tiempo para nuevos sellos como Abstract Music o Waxworks Records, y productores como George Centeno, Nemesis, Darren R o Raoul Zerna, gente que llevaba el concepto del Hard House al extremo, tomando muchas influencias del Hardcore y del Acid más bruto. Fueron años de gran difusión, se editaron gran cantidad de recopilatorios y se licenciaron temas en sellos a nivel internacional; conviviendo las discográficas de siempre con las nuevas.
Pronto con el paso de los años, comienzan a cerrarse salas a nivel nacional: La gente no asume el cambio, y lo que antes eran fiestas multitudinarias, pasan a ser pequeñas reuniones de la poca gente que todavía confía en los géneros Hard.

## Apogeo y decadencia
Podríamos decir que el apogeo del Hard House estadounidense llegó en 1998 de la mano de la discoteca Masía (de hecho hay sesiones que lo confirman), y a su vez duró muy poco tiempo con gran cantidad de productores y sellos editando temas que colapsaron el mercado. Después de un corto apogeo llega un estrepitoso declive; y es casi de inmediato, a partir del 2002 cuando el estilo va perdiendo fuerza… parece que se cae en una monotonía a la hora de hacer los temas, muchos productores se pasan al House o al Techno, se dejan de hacer fiestas, muchos sellos cierran... 
Otro sello importante en estos años es CHR, sello español capitaneado por Bassdrum Project. Productor amante del Hard House americano, que acogió los sonidos que llegaban de EE. UU. y les dio un nuevo aire creando un estilo propio llamado erróneamente Newstyle en España. Aparte de sus temas, editó varias referencias de algunos supervivientes de la escena americana como Dj Tronic, Dj Intense o Poogie Bear.
Aparecen estos años decenas de productores y deejays capaces de abordar el reto de darle vida de nuevo al estilo, pero pronto se encuentran con un mercado cerrado, y muchos de ellos no sólo no cobran por sus producciones, sino que son engañados incluso económicamente por gente del sector que quiere mantener su nombre vivo, se llegan a pagar gastos de planchas y distribución por temas que se producen para terceros deejays sin capacidad para editar sus discos (sólo ponen su nombre en la portada, sin tener conocimientos sobre producción), que ven una salida a la crisis engañando. Los verdaderos artistas, no solo pierden diner sino que pierden la ilusión.
Es en este punto donde desaparece la magia, y el negocio de los sueños se vuelve realidad: La decadencia y fin de la escena como tal, que se transforma en pequeñas tendencias minoritarias casi sin apoyo. Fiestas sin público, desaparición del vinilo y del interés general de las verdaderas promesas de la escena, que cambian de estilo, o simplemente dejan la música totalmente decepcionados.
Actualmente puedes escuchar esta música siendo mezclada en vivo todos los viernes desde las 17 h (Hora de Estados Unidos, PST) en www.worldwidehardhousejunkies.com

## En el Reino Unido

### Orígenes
El Hard House británico nace a mediados de los 90, influenciado por el Happy Hardcore escocés, el Trance y el Garage propio de la escena londinense. Tiene un ritmo muy marcado con una contra del bombo muy característica, claramente influenciada por el sonido Happy Hardcore. Uno de los productores pioneros en este sonido es Paul Janes, que bajo infinidad de alias influyó a muchos productores posteriores.

### Evolución
A partir de 1999, el sonido del UK Hard House se vuelve más comercial, resaltando aún más la contra, añadiéndole elementos del Trance, algunos temas incluyen vocales y dándole en general un sonido más alegre. En parte influenciado por el éxito del grupo neerlandés Klubbheads. Es entonces cuando éste sonido viaja a países como Holanda, Bélgica, Australia o España. Algunos grandes exponentes de esta etapa son Lisa Lashes, Tony de Vit o Rachel Auburn. El sello por antonomasia es Tidy Trax.
En contra de esta comercialidad, surgieron algunos productores que empezaron a incorporar sonidos más oscuros y siniestros dando origen a un sonido llamado Nu-NRG, Hard NRG o NRG, fuertemente influenciado por el trance y el acid techno. Es un estilo minoritario, difundido sobre todo por Inglaterra y Australia, sus máximos representantes son Ingo Star, Sandra Collins, Alex K, Andy Farley, JK, Dynamic Intervetion, Bexta, etc.

## En Europa
A partir de 1998, el US Hard House se extendió a Europa, principalmente a los Países Bajos y Bélgica. Las producciones de gente como Poogie Bear se incorporaron muy bien a estilos autóctonos,e incluso llegaron a tener mucha influencia en posteriores producciones de gente como Da Tekno Warriors, grupo formado por Paul Elstak (DJ Paul) y Jeroen Streunding (Neophyte), dos de los productores más importantes del Gabber neerlandés.
En Bélgica había un sonido autóctono con muchas similitudes al US Hard House, heredero del estilo marcado por el mítico sello Bonzai, concretamente de los temas Hardcore del subsello Bonzai Jumps. El estilo fue denominado Jumper, haciendo referencia al sello por el que estaba influenciado. Son temas con una pegada corta y seca, y suelen ir acompañados por rayadas y melodías simples pero efectivas. Sus principales exponentes son Da Boy Tommy, Da Rick, Dj Glenn, DHT, Dj Gert, etc.
La versión francesa del sonido Jumper, más influenciada por el Techno, también acogió bien algunos temas minimalistas del sonido Chicago. Teniendo repercusión en el nacimiento del Tekstyle francés y posteriormente en movimientos como el Jumpstyle y el Hardstyle.
En el caso del U.K. Hard House, fue a partir del 97 cuando se extendido principalmente hacia Holanda y Alemania. En Holanda sus principales exponentes fueron los Klubbheads, que desarrollaron un estilo propio con un bajo y unas subidas muy características, que llegó a llamarse hard house neerlandés o hard house a lo klubbheads. En Alemania aparecen grupos como D.O.N.S. y Bad Habbit Boys, que no estaban vinculados directamente al hard house, pero produjeron algunos temas. Antes de esto, hacia el 95 y el 96, gente como Mr. Jack (Junior Jack), desde Bélgica y The Kgb's desde Italia, también hacían temas que se podrían catalogar como hard house, este último influyó mucho en Mauro Picotto y en el nacimiento del hardstyle, también influyó en el hard house centro-europeo.
Hacia 1999-2000 en Alemania, aparecen grupos como Warp Brothers, Aquagen, Voodoo & Serano, que crearon otro estilo del hard house más cercano al hardtrance, con bombos muy intensos y subidas largas, parecido al hardstyle, pero no tan duro; son importantes los sonidos ácidos conocidos como "303" (Roland TB 303).
Se podría decir que es una mezcla entre el hard trance, la nu-nrg, el hard techno y el acid techno; de hecho los Warp Brothers y Voodoo & Serano, utilizaron samplers de clásicos del acid en los temas Phat Bass (New Order "Confussion" Pump Panel remix), We Will Survive y Blood is Pumpin de Voodoo & Serano (Josh Wink "Higher State of Concsiousness"); también el grupo escocés Public Domain se subió al carro y produjo el tema Operation Blade, basado en el mismo tema que el Phat Bass.

### En España
También en España hubo algunos nombres importantes hacia mediados de la década de los 90 que dejaron entrever cierta influencia hard house, gente como Jordi Robles o Dimas Carbajo. El primero produciendo Mákina bajo distintos alias como K-psula, sus temas tenían velocidades más lentas de lo habitual y con influencias del Hard House alemán e inglés. El segundo estaba detrás de proyectos como King of House o Zentral, donde se aprecia una fuerte influencia house, tribal y latina pero con ritmos algo duros y acelerados, anticipándose también al techno-progressive. Este personaje fue también uno de los pioneros del trance y progressive español. Pero fue mucho más tarde cuando el hard house empezó a pegar fuerte.
Como hemos comentado anteriormente, entre 1999 y 2002 el U.S. Hard House ejerció una fuerte influencia en las salas más duras de la escena española, sobre todo a lo largo del levante español, salas como Central Rock, Manssion, Skandalo, Masia, Pirámide, Pont Aeri o Coliseum, se vieron fuertemente influenciadas por el sonido U.S. Hard House. Esto provocó que salieran producciones nacionales intentando emular dichos temas, lo que al final llevó a la creación de un nuevo estilo: el Newstyle. Un género que nace a partir de estos sonidos U.S Hard House de la mano de gente como Bassdrum Project, Rave Fighters, Javi Boss, Dj Juanma, David Max, Dj Batiste, Dr. Evil, Abel K Kaña, Dj Ogalla, Brainblaster o Da Nu Style, que fueron puntas de lanzas de este nuevo sonido. Algunos sellos importantes fueron CHR, Gabbers at Work o Central Rock Records.
También hubo una fuerte pegada del sonido U.K. Hard House, sobre todo en algunas salas del sur de la Comunidad Valenciana. Con el tiempo esta música se hizo más popular y se extendió a otros puntos de la península ibérica como Comunidad de Madrid, País Vasco e incluso el sur de Francia, derivando en otros estilos, como bumping o poky.

## Principales sellos discográficos
U.S.A.
Underground Construction, 
Abstract Music, 
Greedy Records, 
Groove Nation Records, 
Waxworks Records, 
Jasper Stone Trax, 
Pyramid Music.
Europa
Rotterdam Tekno (Holanda), 
Babyboom Records (Holanda), 
Jumper Records (Bélgica), 
C.H.R. (España), 
Gabbers at work (España), 
Central Rock Records (España).
- Datos: Q1585015